# Elsa Kjellström
Elsa Olivia Kjellström, född 17 februari 1904 i Stockholm, död 1 maj 1982 i Matteus församling, Stockholm, var en svensk xylograf, exlibriskonstnär och tecknare.
Hon var dotter till Josef Bernard Henning Nyberg och Signe Jansson och från 1931 gift med tjänstemannen Gustav Julius Kjellström samt syster till Tore Lennart Nyberg. Kjellström studerade vid Tekniska skolan i Stockholm och xylografi för sin far. Hon var en av de sista xylograferna i Sverige som arbetade enligt den äldre principen där man skar in bilden med stickel i ändträ från ett hårt träslag. Förutom talrika arbeten efter förlagor med porträtt och kyrkomotiv har hon utfört exlibris och monogram efter egna teckningar. Kjellström är representerad vid Nationalmuseum med träsnittet Den irländska Birgitta efter en förlaga från 1490-talet. Makarna Kjellström är begravda på Norra begravningsplatsen utanför Stockholm.